# 安吉丽娜国家森林
安吉丽娜国家森林（英語：Angelina National Forest）是美国的一处国家森林，位处得克萨斯州东部圣奥古斯丁县、安杰利纳县、杰斯帕县与纳科多奇斯县，占地面积约153.18 × 103英畝（619.9平方）。